# Gliese 179 b
Gliese 179 b (também conhecido como HIP 22627 b) é um planeta extrassolar que orbita a estrela Gliese 179, na constelação de Orion.